# Сер-Греям-Мур (острови, Нунавут)
67°50′00″ пн. ш. 113°55′00″ зх. д. / 67.83333333° пн. ш. 113.91666667° зх. д.
Острови Сер-Греям-Мур або Сер-Грем-Мур (англ. Sir Graham Moore Islands) — група островів всередині затоки Коронейшен на південь від острова Вікторія в регіоні Кітікмеот у Нунавуті в канадській Арктиці (67°50′ пн. ш. 113°55′ зх. д. / 67.833° пн. ш. 113.917° зх. д.) .
Інші острівні групи в оточенні включають: оо. Беренс, Блек-Бері, Купер, Дедмен, Лофорд та Лео.
Віце-адмірал сер Грем (Греям) Мур (1764–1843) був британським кадровим офіцером Королівського флоту.